# Regiões de Nova Gales do Sul
No estado de Nova Gales do Sul na Austrália , existem muitas áreas que são comumente conhecidas pelos nomes regionais. As regiões são áreas que compartilham características semelhantes. Essas características podem ser naturais, como o rio Murray, o litoral ou as montanhas nevadas. Alternativamente, as características podem ser culturais, como um uso da terra viticultura. Nova Gales do Sul é dividida por inúmeros limites regionais, com base em diferentes características. Em muitos casos, os limites definidos por diferentes agências são coincidentes.

## Governo local
Em Nova Gales do Sul no terceiro nível de governo eleito depois que os governos federal e estadual são as autoridades governamentais locais, que são responsáveis pelas Áreas do governo local. Os tipos de LGAs em Nova Gales do Sul são cidades, municipalidades, shires e regiões.
Nova Gales do Sul tem mais de 150 áreas de governo local que têm um conselho eleito e desempenham diversas funções que lhes são delegadas pelo Governo de Nova Gales do Sul.

## Australian Bureau of Statistics
O Departamento de Estatística australiano avançou para uma nova classificação geográfica denominada Padrão Australiano de Geografia Estatística.  A Geografia agora está dividida em Nível Estatístico (Nível 1, 2, 3 e 4). O Nível 4 da Área Estatística é o mais alto (regiões de um estado) e o Nível 1 da Área Estatística sendo o menor (os blocos de malha são mais refinados, mas não são facilmente disponíveis além do Censo de População e Habitação).
| NSW rank          | Área Estatística Nível 4 e 3      | População dezembro de 2014 | Taxa de crescimento de 10 anos | Densidade populacional (pessoa/km2) |
| ----------------- | --------------------------------- | -------------------------- | ------------------------------ | ----------------------------------- |
| 1                 | Grande Sydney                     | 4,840,628                  | 15.7                           | 391.4                               |
| 2                 | Newcastle e Lago Macquarie        | 368,131                    | 9.0                            | 423.1                               |
| 3                 | Illawarra                         | 296,845                    | 9.3                            | 192.9                               |
| 4                 | Hunter Valley excluindo Newcastle | 264,087                    | 16.2                           | 12.3                                |
| 5                 | Richmond Tweed                    | 242,116                    | 8.9                            | 23.6                                |
| 6                 | Região da capital                 | 220,944                    | 10.9                           | 4.3                                 |
| 7                 | Costa Meio Norte                  | 212,787                    | 9.2                            | 11.3                                |
| 8                 | Oeste Central                     | 209,850                    | 7.9                            | 3.0                                 |
| 9                 | Nova Inglaterra e Noroeste        | 186,262                    | 5.3                            | 1.9                                 |
| 10                | Riverina                          | 158,144                    | 4.7                            | 2.8                                 |
| 11                | Southern Highlands e Shoalhaven   | 146,388                    | 10.4                           | 21.8                                |
| 12                | Coffs Harbour-Grafton             | 136,418                    | 7.6                            | 10.3                                |
| 13                | Far West e Orana                  | 119,742                    | 0.3                            | 0.4                                 |
| 14                | Murray                            | 116,130                    | 4.0                            | 1.2                                 |
| Nova Gales do Sul | Nova Gales do Sul                 | 7,518,472                  | 10.4                           | 13.0                                |

Para estatísticas mais antigas, como o Censo de População e Habitação de 2006, O Australian Bureau of Statistics possui múltiplas estruturas regionais para as quais analisa e relata dados. Essas estruturas regionais derivam da Classificação Geográfica Padrão Australiana (AGSC). O AGSC define bem no menor nível, o Distrito de coleta de recenseamentos (CCD). O agregado da CCD para formar a Área local estatística (SLA), que é a unidade base comum para cada uma das estruturas regionais maiores. Os limites do SLA são projetados para ser tipicamente coincidentes com Áreas de Governo Local a menos que o LGA não se encaixe inteiramente em uma Subdivisão Estatística (SSD), ou não é de natureza comparativa para outras LGA's. O Bureau of Statistics fornece estatísticas para áreas de governo local, bem como três outras estruturas estatísticas: Divisões estatísticas, Regiões estatísticas, e Distritos estatísticos.

### Divisões estatísticas
As Divisões estatísticas (SD) formam a hierarquia estrutural principal da análise estatística. Essas regiões estão estruturadas para fornecer uma ampla gama de estatísticas sociais, demográficas e econômicas. A base para as delimitações dos limites se baseia em critérios socioeconômicos. As treze divisões para Nova Gales do Sul são:
Centro-Oeste, Far West, Hunter, Illawarra, Mid-North Coast, Murray, Murrumbidgee, Norte ocidental, Norte, Áreas offshore e Migratório, Richmond-Tweed, Sudeste, Sydney 

### Regiões estatísticas
A Região estatística (SR) a estrutura foi estabelecida em 1986 como meio de análise da força de trabalho.
Sydney: Canterbury-Bankstown, Central Northern Sydney, Central Western Sydney, Subúrbios do Leste, Fairfield-Liverpool, Gosford-Wyong, Inner Sydney, Inner Western Sydney, Lower Northern Sydney, North Western Sydney, Northern Beaches, Western South Sydney ocidental, St George-Sutherland
Balanço de Nova Gales do Sul: Centro-Oeste, Far West-North Western, Hunter, Illawarra, Mid-North Coast, Murray-Murrumbidgee, Northern, Richmond-Tweed, Sudeste

### Distritos estatísticos
O Distrito estatístico (SDist) é uma região não-capital, urbana de uma ou mais áreas adjacentes, com uma população de 25 mil ou mais. The SDist is defined with consideration of a 20-year growth forecast. O SDist não precisa se adequar aos limites LGA ou aos limites do território estadual. Os treze distritos estatísticos em Nova Gales do Sul são:
Newcastle, Wollongong, Nowra-Bomaderry, Bathurst-Orange, Lismore, Coffs Harbour, Port Macquarie, Tamworth, Dubbo, Wagga Wagga, Albury-Wodonga (Nova Gales do Sul e Victoria), Gold Coast-Tweed (Nova Gales do Sul e Queensland) Canberra-Queanbeyan (Nova Gales do Sul e Território da Capital da Austrália)

## Regiões biogeográficas

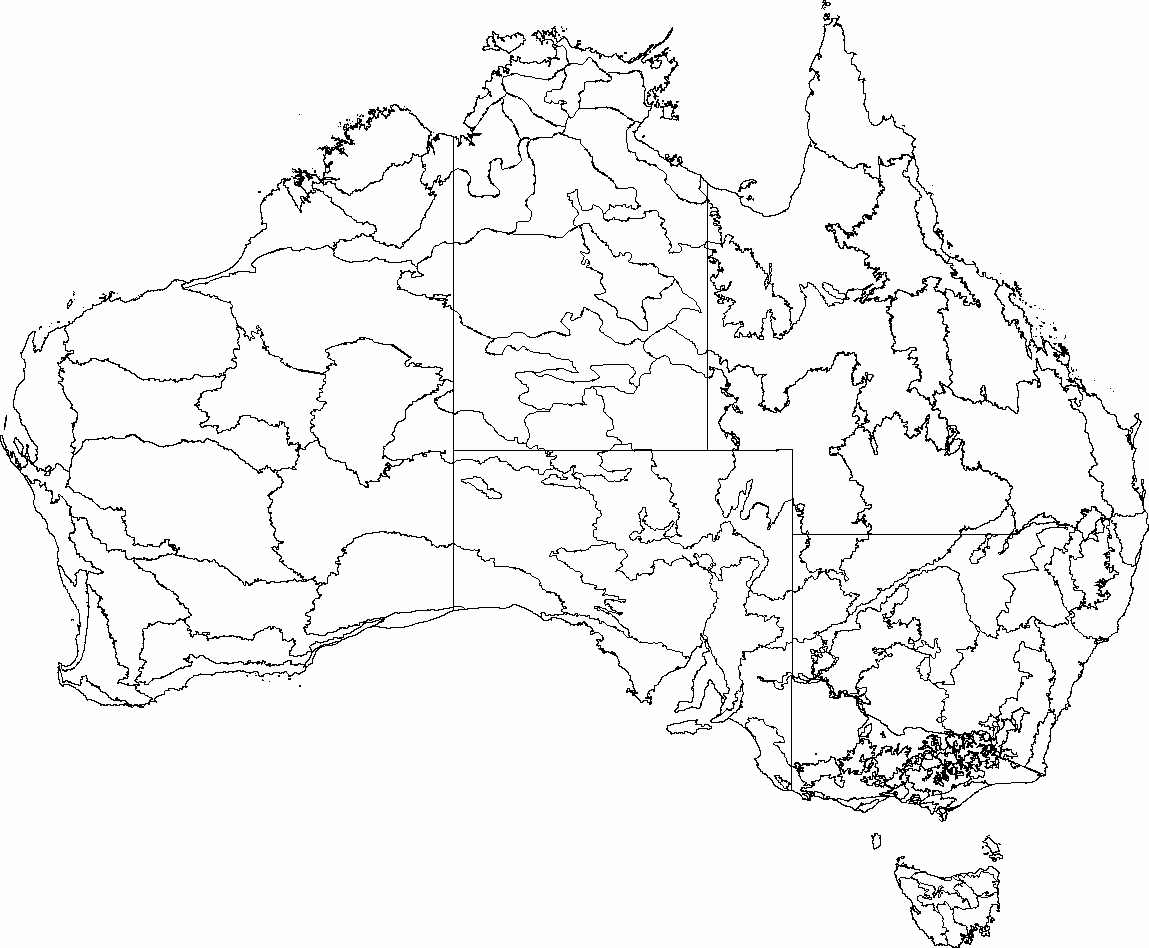
IBRA 6.1 Mapa das regiões

A Regionalização Biogeográfica Interina para a Austrália (IBRA) É uma regionalização biogeográfica da Austrália; Dividido em 89 biorregiões e 419 sub-regiões. Cada região é uma área de terra composta de um grupo de ecossistemas que interagem, que são repetidos de forma semelhante em toda a paisagem. Regiões e regiões subterrâneas e fronteiras do território. As biorregiões localizadas em todo ou parte de Nova Gales do Sul incluem:
- Alpes australianos (parte)
- Brigalow Belt South (parte)
- Broken Hill Complex (parte)
- Channel Country (parte)
- Cobar Peneplain
- Darling Riverine Plains (parte)
- Flinders Lofty Block (parte)
- Mulga Lands (parte)
- Murray Darling Depression (parte)
- Nandewar (part)
- New England Tablelands
- NSW Costa Norte
- NSW South Western Slopes (parte)
- Riverina (parte)
- Simpson Strzelecki Dunefields (parte)
- Canto Sudeste (parte)
- Terras altas do Sudeste (parte)
- Sudeste de Queensland (parte)
- Planície vulcânica do sul (parte)
- Bacia de Sydney

## Divisões informais

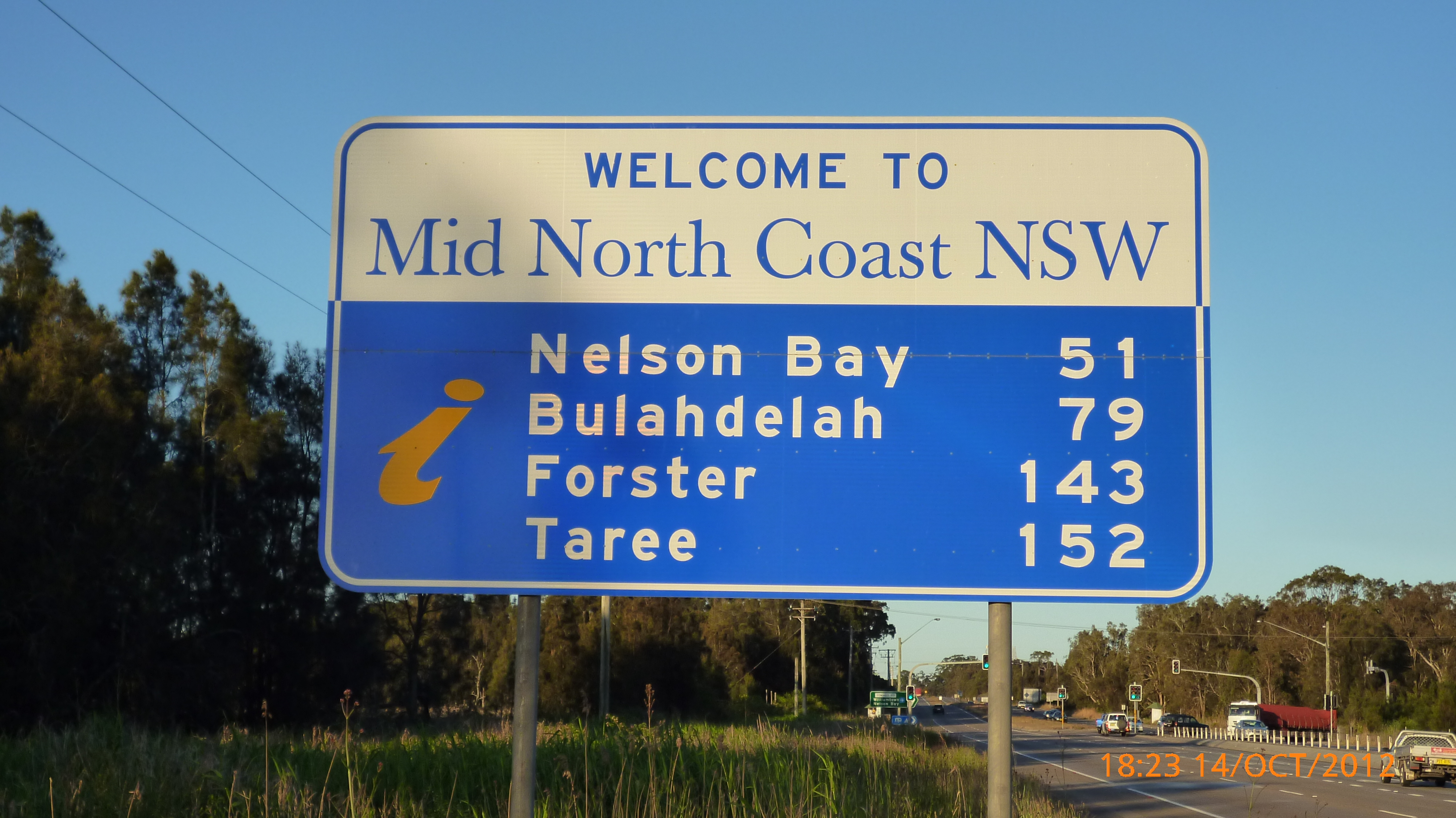
Apesar de estar geograficamente no Hunter (região), Conselho Port Stephens inclui-se no Costa do Médio Norte para fins comerciais. Este sinal, congratulando-se com os viajantes na Costa do Médio Norte, é apenas 900 m do rio Hunter na Estrada do Pacífico em Tomago.

Nova Gales do Sul também é informalmente dividida em um número menor de regiões. Essas regiões não têm função ou status administrativo geral. Muitos deles são apenas vagamente definidos, ou são definidos de maneiras diferentes para diferentes fins. Por exemplo,  Departamentos do governo de Nova Gales do Sul, como o Força de Polícia de Nova Gales do Sul, ou o Ministério da Saúde, definem regiões do estado para seus próprios fins administrativos internos. Essas regiões podem ser definidas de maneiras completamente diferentes, conforme mostrado pelos mapas nas referências.
A base original para nomes regionais descritivos em Nova Gales do Sul é baseada na geografia do estado.
O Estado pode ser dividido em quatro componentes:
- As regiões costeiras que se aproximam do Mar de Tasman no leste do estado
- As terras altas que fazem parte da Grande faixa divisória
- As encostas ocidentais (interiores) das terras altas, que formam a principal região agrícola do estado
- As planícies ocidentais áridas

Esses quatro componentes são tipicamente divididos em componentes norte, central e sul, com base em sua localização relativa a Sydney.
Esta subdivisão de dois sentidos dá origem ao padrão genérico das regiões e, em alguns casos, às sub-regiões:
| Divisões informais de Nova Gales do Sul | Divisões informais de Nova Gales do Sul | Divisões informais de Nova Gales do Sul |
| Nome da região                          | Nome da sub-região                      | Comentários |
| --------------------------------------- | --------------------------------------- | --- |
| Costa Norte                             | Costa Meio Norte                        | Norte de Seal Rocks até ao norte de Woolgoolga. |
| Costa Norte                             | Rios do Norte                           | ao norte de Woolgoolga até a fronteira de Queensland. |
| Costa Central                           | Costa Central                           | Norte do rio Hawkesbury a tão ao norte como Lago Macquarie. |
| Costa Central                           | Hunter                                  | Encontra-se entre a costa norte e a costa central, e inclui o vale do rio Hunter (que se estende muito para o interior entre o Northern Tablelands e Central Tablelands), assim como o Newcastle–Lago Macquarie Conurbação. |
| Costa Sul                               | Illawarra                               | Entre o Royal National Park e Nowra. |
| Costa Sul                               | Costa Sul                               | Sul de Nowra para a fronteira Victoriana . |
| Northern Tablelands                     | Nova Inglaterra                         | Inclui as vilas e distritos de Tenterfield, Glen Innes, Guyra, Inverell, Armidale e Walcha. |
| Northern Tablelands                     | Northern Tablelands                     | |
| Central Tablelands                      | Área das Grandes Montanhas Azuis        | Geralmente aquela área a oeste do rio Nepean e ao leste de Lithgow, que se estende até o Vale Capertee no norte e Cavernas Wombeyan no sul. A maioria da região está contida em uma série de parques nacionais .            |
| Central Tablelands                      | Oeste Central                           | Geralmente, essa região se concentrou nas cidades de Bathurst e Orange e as três grandes vilas Cowra, Parkes and Lithgow e outros centros menores que incluem Oberon, Mudgee, e Forbes, e outras pequenas vilas e aldeias,  |
| Southern Tablelands                     | Southern Highlands                      | Geralmente, essa região centrou-se nas vilas de Mittagong, Bowral, Moss Vale, Bundanoon e Robertson, bem como a vila histórica de Berrima.                                                                                  |
| Southern Tablelands                     | Capital Country                         | Tomando na região rodeia Canberra, incluindo as cidades de Queanbeyan e Goulburn e as vilas de Crookwell, Yass e Young. |
| Montanhas Nevadas                       | Monaro                                  | As principais cidades da região são Cooma, Jindabyne, Berridale e Bombala. |
| Encostas do Noroeste                    |                                         | |
| Encostas Sudoeste                       | Riverina                                | Encontra-se no sul central do Estado, ao redor dos rios Murray, Murrumbidgee e Lachlan. Esta região pode, ou não, incluir as encostas do sudoeste, dependendo do contexto.                                                  |
| Encostas Sudoeste                       | Encostas Sudoeste                       | |
| Orana                                   | Extremo Oeste                           | Sua única cidade é Broken Hill e outras vilas significativas são Bourke, Brewarrina, Cobar, Ivanhoe e Wentworth. |
| Orana                                   | Orana/Planícies Ocidentais              | As principais localidades são Dubbo, Cobar e Mudgee. |

## Utilizações específicas de regiões para diferentes fins

### Previsão do tempo
O Bureau de Meteorologia Australiano divide Nova Gales do Sul em dezesseis distritos.
1. Rios do Norte
2. Costa Meio Norte
3. Hunter
4. Northern Tablelands
5. Sydney Metropolitan
6. Illawarra
7. Costa sul
8. Central Tablelands
9. Southern Tablelands
10. Montanhas Nevadas
11. North West Slopes & Plains
12. Central West Slopes & Plains
13. South West Slopes
14. Riverina
15. Lower Western
16. Upper Western

### Organizações regionais de conselhos
As Áreas do governo local em Nova Gales do Sul criaram agrupamentos regionais.  O  NSW Organizações Regionais de Conselhos, tipicamente com nomes como "Organização Regional de Conselhos Western Sydney" ( WSROC ) tem a função principal de pressionar o Governo do Estado em diversos assuntos, Coordenando o desenvolvimento econômico, a compra conjunta entre conselhos e promoção regional. Eles não têm nenhuma função administrativa formal.
Historicamente, agrupamentos de governos locais também estavam envolvidos no compartilhamento de empresas de abastecimento de água e eletricidade.

### Governo de Nova Gales do Sul

#### Departamento de Estado e Desenvolvimento Regional
O Departamento de Estado e Desenvolvimento Regional lista quatorze regiões em Nova Gales do Sul.
Far South Coast, Costa Central, Oeste Central, Greater Western Sydney, Extremo-Oeste, The Hunter, Illawarra, Costa Meio Norte, Murray, Nova Inglaterra - Noroeste, Rios do Norte, Orana, Riverina e Sydney.

#### Escritório de Governo Local
O Escritório de Governo Local enuncia doze regiões
Oeste Central, Costa Meio Norte, Norte ocidental, Extremo-Oeste, Murray, Richmond Tweed, Hunter, Murrumbidgee, Sudeste, Illawarra, Norte, e ao redor de Sydney 

#### Departamento de Planejamento
O Departamento de Planejamento divide Nova Gales do Sul em sete regiões:
Região Alpina, Costa Central, Hunter, Illawarra, Costa Sul, Costa Norte, NSW Ocidental 

#### Ministério da Saúde
O [Ministério da Saúde (Nova Gales do Sul) | Ministério da Saúde de Nova Gales do Sul]] dividiu a Nova Gales do Sul em quinze regiões separadas, chamadas Distritos de Saúde Locais. Esses são:
- Distritos de saúde locais metropolitanos
  - Costa Central
  - Illawarra Shoalhaven
  - Nepean Blue Mountains
  - Northern Sydney
  - South Eastern Sydney
  - South Sydney ocidental
  - Sydney
  - Western Sydney
- Distritos de saúde locais rurais e regionais da NSW
  - Extremo-Oeste
  - Hunter New England
  - Costa Meio Norte
  - Murrumbidgee
  - Northern NSW
  - Southern NSW
  - Western NSW

Além disso, um pequeno número de redes de especialidades não geográficas cobrem a saúde pediátrica, a justiça e a saúde forense e a rede St 'Vincent's Health.

#### Nova Força Policial do Nova Gales do Sul
A Força Policial de Nova Gales do Sul está organizada em cerca de 81 comandos de área local, que são agregados em seis regiões:
- Região do Metro Central
- Noroeste Região metropolitana
- Região Norte
- Região Sudeste do Metro
- Região Sul
- Região oeste

#### Serviço de Parques Nacionais e Vida Selvagem da Nova Gales do Sul
O NSW Serviço de Parques Nacionais e Vida Selvagem, usa a Regionalização Biogeográfica Interina para a Biorregião da Austrália com base em fatores ecológicos. Essas biorregiões se estendem aos Estados vizinhos.

### Viagem da Austrália
Outra subdivisão de Nova Gales do Sul em regiões é a seguinte:
- Sydney
- Costa Central
- Hunter
- Blue Mountains
- Southern Highlands
- Montanhas Nevadas
- Illawarra
- Costa Sul
- Capital Country (semelhante a Southern Tablelands em outras listas)
- Rios do Norte
- Costa Norte NSW (eue é realmente o que outras listas chamam de Costa Meio Norte)
- Nova Inglaterra Noroeste (Northern Tablelands e Encostas do Noroeste)[16]
- Central de Nova Gales do Sul
- Riverina
- The Murray
- Interior de Nova Gales do Sul

Esta classificação subdivide a noção mais comum de "The Riverina" em duas regiões distintas, "Riverina" e "The Murray".